# Friedrich (Schiff, 1854)
Die Friedrich war ein Glattdeckdampfer der Dampfschiffahrtsgesellschaft für den Bodensee und Rhein mit Heimathafen Konstanz, der 1854 in Dienst gestellt wurde.
Die Friedrich war das vorletzte Dampfschiff, das von der Badischen Dampfschifffahrtsgesellschaft in Dienst gestellt worden war. Benannt wurde sie nach dem späteren badischen Großherzog Friedrich I. Wegen ihrer hohen Maschinenleistung wurde sie häufig auf dem Untersee und als Schleppschiff für Trajektkähne benutzt.
Zwischen 1864 und 1889 wurde die Maschinenanlage mehrmals umgebaut. Im Dezember 1884 kam es vor Lindau beinahe zu einer Kollision mit der Zürich. Im Winter 1888/1889 wurden in der Werft Konstanz die Radkästen erneuert, das Deck dazwischen überdacht und durch eine Abschlusswand geschützt. Auf dem neuen Oberdeck entstand ein neues Steuerhaus.
Um 1900 wurde das Schiff nach Radolfzell verlegt, um den Kursverkehr zur Insel Reichenau zu verstärken. 1901 wurde sie von der Schweizerischen Dampfbootgesellschaft für Fahrten auf dem Untersee gemietet.
Nach der Fertigstellung der neuen Salondampfer Stadt Konstanz 1901 und der Stadt Meersburg 1902 wurde die Friedrich im Spätsommer 1902 in Konstanz abgebrochen.